# بيل ألين
بيل ألين (1945 - ) (بالإنجليزية: Bill Allen)‏ هو لاعب كرة سلة أمريكي في مركزي الوسط وهجوم قوي الجسم. لعب مع Anaheim Amigos ‏.

## وصلات خارجية
- بيل ألين على موقع سبورتس رفرنس (الإنجليزية)
- بيل ألين على موقع بروبوليرز (الإنجليزية)